# Kriči
Kriči su pleme koje potiče iz Stare Hercegovine, današnje Crne Gore. Kričke ili Kriči su bili staro Srpsko ili Gotsko pleme, često nazivano vlasima koje je nastanjivalo prostor od Banjana na jugu do Kremne na sjeveru a sjedište im je bila Jezerska visoravan (gdje su im bili katuni) i oko srednjeg toka rijeke Tare. U smislu porijekla postoje mnoga nagađanja prije svega da se ne radi o Slovenima - Srbima, što suštinski nije tačno već se radi o polunomadima koji su prihvatili i donekle primili rimsku kulturu. Njih je u srednjem vijeku potisnulo pleme Drobnjaka tokom 15. veka (a koji su uglavnom i širili glasine da se ne radi o Srbima). Za vrijeme turske vladavine ali i ranije u staroj Hercegovini je postojala nahija Kričak, koja je obuhvatala potes od današnjeg sela Kosanice do Selca u opštini Prijepolje sa sjedištem nahije u utvrđenju Koznik Koznik kod Pljevalja. Smatra se takođe da su Kriči su vremenom nestali u ovim krajevima, a u stvari su promijenili prezimena (npr. Bujaci u Gajeviće, i sl), dok je veliki broj odselio u druge krajeve pogotovo u vojnu krajinu. Sela Kričke postoje u Dalmaciji (Kričke kod Drniša) i u zapadnoj Slavoniji (Kričke kod Novske i Kričke kod Pakraca). Prezime postoji još u selu Bratiškovci u Dalmaciji i Kljevci kod Sanskog Mosta u Bosni.I u selu Mlaka u Zapadnoj Slavoniji. 
Prostirali su se na sjeveru Crne Gore, a njihovo sjedište je bilo kod današnjih Pljevalja, lokalizirano na današnji Kričak između Pljevalja i Bijelog Polja, odnosno Vaškovo, Gorice, Maoče, Mataruge, Kozica, Kamena Gora i dr. Staro ime Kolašina je po mogućnosti bilo "Kričak", te su se Kolašinci zvali "Kričkovići". Po tradiciji, poslije krvavih borbi, oko katuna i ispaše Drobnjaci su Kriče sa Jezera potisli krajem XIV veka. Jedan dio kriča sebe zove Mataruzima.
Porijeklo kričkoga imena je neutvrđeno. Vjerovatno je da su im naziv dala okolna plemena, jer su u borbama ispuštali glasne krike tj. kričali. Ali je sasvim sigurno da su i po kulturi i po običajima bili donekle usamljeni, pa bo to moglo da se tumači kao krik vapijućeg..
Potomci sloveniziranih i slovenskih Kričana su opstali u svojoj domovini jedino kod Levertare u opštini Pljevlja, gdje žive kao pravoslavci i muslimani, i svoju podvojenost duguju dugotrajnom nemiješanju starinaca i doseljenika. Odijelom koje nose, oni se vidno razlikuju od svih Drobnjaka.
Uspomenu na iščezlo kričačko pleme na Sinjajevini ukazuju Kričak i Kričačko polje i još po neki lokalitet, kao i prezime Kričković koje postoji u tom kraju. Na kričačku emigraciju ukazuju Kričina u Bribiru u Dalmaciji, selo Kričke u Drnišu, dva sela Kričke u okolini Pakraca u Slavoniji u Buču i Čagliću i mjesto Kričići u okolini Jajca, koje su najvjerojatnije ostavile dobjeglice od Turaka.
Sami izvori o Kričima i njihovim spomenima su vrlo oskudni. Oko 1300. godine se u crnogorskim krajevima javlja osobno ime Kričak, a prvi spomen mjesta Krička je od Dubrovčana iz 1453. godine, kada se spominju braća Dobrija i Đurađ Nenadići iz tog naselja. Prema turskom defteru 1477. godine se u hercegovačkom sandžaku javlja nahija Kričak sa pet katuna (džemata) od kojih je jedan na ime domaćeg kneza Jarosava, a drugi na ime Nikole Kričkova. 1492. godine zapisan je jedan David Kričković iz dalmatinskih Poljica. 1528. godine je Nikola Grubanović Kričak iz sela Kruševice prepisao jednu pravoslavnu crkvenu knjigu, a krajem XVI. ili početkom XVII. vijeka se u pomeniku manastira Hilandara đe se spominje komoranski prota Filip Kričak i nekoliko njegovih rođaka. 1694. godine se spominje pravoslavni sveštenik Radojica Krička u Drnišu, a 1762. godine sveštenik Maksim Kričković.
U kotorskim spisima postoje dva spomena Kriča, jedno vlaško i drugo slavensko. 1326. godine Lore Kričko je imao jednu kuću u Kotoru koju je dobio u miraz, i Kriče Vitomirov 1327. godine koji daje jednu priznanicu budućem pravoslavnom protovestijaru. 